# Son of Mercy
Son of Mercy es una película dramática nigeriana de 2020 dirigida por Amen Imasuen y producida por el propio director con Mosco Imobhio. Está protagonizada por Alexx Ekubo y Linda Osifo junto a Nicholas Imasuen, Fidelis Castro, Edjodamen Ejehi y Cliff Igbinovia.

## Sinopsis
Efe es un joven que le robó el dinero de la pensión a su padre para viajar al extranjero. Sin embargo, fue engañado en el camino.

## Elenco
- Alexx Ekubo como Efe
- Linda Osifo como Princesa
- Nicholas Imasuen como Slim
- Fidelis Castro como oficial
- Edjodamen Ejehi como Mama
- Cliff Igbinovia como Papa
- Gregory Ojefua como Biggie
- Kelvin Ikeduba como presidente
- Mosco Imobhio como princesa amiga
- Victor Vita como Bullet

## Producción y lanzamiento
La película se rodó en Edo, Nigeria. Inicialmente planeada para proyectarse el 15 de marzo de 2020, se retrasó hasta el 9 de diciembre de 2020. Previamente, se presentó al público en la ciudad de Benín, estado de Edo, en noviembre de 2020. Recibió reseñas mixtas de los críticos y ganó cerca de 8 millones de nairas durante el primer mes en las salas de cine.